# سیارک ۴۳۸۸۱
سیارک ۴۳۸۸۱ (به انگلیسی: 43881 Cerreto، نامگذاری:1995DA13) چهل و سه هزار و هشتصد و هشتاد و یکمین سیارک کشف شده‌است که در ۲۵ فوریه ۱۹۹۵ کشف شد.